# Filip Sieroń
Filip Sieroń (ur. 15 kwietnia 1898 w Sośnicy, zm. 28 lutego 1973 w Zabrzu) – polski działacz ruchu robotniczego i górniczego. 

## Życiorys
Syn Wawrzyńca Sieronia i Joanny z Włóków. W 1912 ukończył szkołę powszechną i podjął pracę w hucie "Reden" w Zabrzu, po dwóch latach został górnikiem w kopalni "Guido". W 1917 wcielono go do armii niemieckiej i wysłano na front francuski, podczas rewolucji w 1918 został członkiem Związku Spartakusa, a następnie Komunistycznej Partii Niemiec. Po zakończeniu działań wojennych w 1919 powrócił do pracy w kopalni, przystąpił wówczas do Centralnego Związku Górników na Górnym Śląsku, rok później został członkiem Freie Arbeiten-Union Deutschlands oraz Komunistycznej Partii Górnego Śląska (do 1921). W 1924 przeszedł do kopalni "Delbrück" (obecnie "Makoszowy"), gdzie przez rok był sekretarzem komórki Komunistycznej Partii Niemiec. W 1925 wybrano go z listy wolnych związków zawodowych do Rady Zakładowej, równocześnie został sekretarzem Komitetu Miejskiego Komunistycznej Partii Niemiec w Zabrzu. Wszedł wówczas w skład rady miejskiej, gdzie podczas dwóch czteroletnich kadencji angażował się w pracę komisji mieszkaniowych oraz kultury fizycznej. Od 1927 przez pięć lat kierował Wydziałem Zawodowym w Komitecie Okręgowym Komunistycznej Partii Niemiec, działał również w partyjnych organizacjach, tj. Roter Frontkämpferbund (Związek Bojowników Czerwonego Frontu), Internationale Rote Hilfe (Czerwona Pomoc), Deutscher Freidenkerbund (Niemiecki Związek Wolnomyślicieli). Działając we Freie Gewerkschaften (Wolnych Związkach Zawodowych) był członkiem opozycji komunistycznej w tej organizacji, równocześnie przewodniczył Okręgowemu Komitetowi Revolutionäre Gewerkschafts-Opposition (Rewolucyjnej Opozycji Związkowej). W 1930 bez rezultatu kandydował do Reichstagu, rok później współorganizował wielki strajk górników z Zabrza i Bytomia, a następnie przewodniczył zabrzańskiemu okręgowemu komitetowi strajkowemu, za co stracił pracę. Współorganizował Einheitsverband der Bergarbeiter Deutschlands (Zjednoczenia Górników Niemiec), od 1931 przez dwa lata przewodniczył oddziałowi w Zabrzu oraz należał do Zarządu Głównego. Współpracował z Komunistyczną Partią Polski, uczestniczył w Antyfaszystowskim Kongresie Niemiecko-Polskim 29 stycznia 1933 w Gliwicach. Został aresztowany w marcu 1933, przebywał w więzieniach w Zabrzu, Gliwicach i Berlinie, skąd przewieziono go do Sonnenburga, skąd zwolniono go we wrześniu 1933. Pozostawał pod policyjną obserwacją, w związku z zaangażowaniem politycznym był bezrobotny. Po kolejnym aresztowaniu w 1936 został posądzony o zdradę stanu, Filip Sieroń otrzymał wyrok 15 miesięcy więzienia i został osadzony w zakładzie karnym w Świdnicy, skąd przetransportowano go do obozu w Lichtenburgu, a następnie do Buchenwaldu. Zwolniono go 28 kwietnia 1940, powrócił do Zabrza i podjął pracę w kopalni "Königin Luise" (po 1945 "Zabrze"), współpracował z konspiracyjnymi grupami antynazistowskimi. Ponownie został aresztowany w sierpniu 1944, a następnie po zwolnieniu warunkowym przebywał w ukryciu. Po zajęciu Górnego Śląska przez Armię Czerwoną zgłosił się do ochotniczego zabezpieczania zakładów pracy oraz pracy w komendanturze. Od marca 1945 należał do Polskiej Partii Robotniczej (PPR) i tworzył komórki partyjne, w grudniu tego roku był delegatem na I Zjazd PPR. Po powrocie został członkiem Plenum i Egzekutywy Komitetu Miejskiego PPR w Zabrzu oraz Komitetu Wojewódzkiego PPR w Katowicach. Aktywnie uczestniczył w Centralnym Związku Zawodowym Górników, który po zjeździe w 1948 zmienił nazwę na Związek Zawodowy Górników. Przewodniczył Radzie Zakładowej kopalni "Zabrze-Wschód". W latach 1945–46 pracował w oddziale CZZG w Zabrzu, a następnie przez rok przewodniczył Miejskiej Rady Związków Zawodowych. W 1946 ukończył Oficerską Szkołę Polityczną w Łodzi. Od 1947 pełnił funkcję przewodniczącego Zarządu Oddziału CZZG w Zabrzu, w 1951 został sekretarzem Komitetu Miejskiego Polskiej Zjednoczonej Partii Robotniczej (PZPR) w Bytomiu, od 1953 przez rok sekretarzem Komitetu Powiatowego PZPR w Tarnowskich Górach. W 1954 został sekretarzem, a następnie wiceprzewodniczącym Zarządu Głównego ZZG, w 1958 przeszedł na emeryturę, pozostając aktywnym działaczem partyjnym. Zasiadał w Egzekutywie Komitetu Miejskiego PZPR w Zabrzu, oraz należał do Komisji Historii Ruchu Zawodowego Centralnej Rady Związków Zawodowych, ponadto do 1967 był członkiem Zarządu Głównego ZZG. 
W 1948 został pierwszym prezesem Klubu Górnik Zabrze

## Odznaczenia
- Order Sztandaru Pracy I i II kl;
- Krzyż Kawalerski Orderu Odrodzenia Polski.